# Hair and Beauty
Die Hair and Beauty in Frankfurt am Main ist die Fachmesse für die haarkosmetische Industrie und das Friseur- und Kosmetikhandwerk.
Die Hair and Beauty ist zudem Austragungsort der Deutschen Meisterschaften Frisuren und Kosmetik, die über den Partner und ideellen Träger der Messe, dem Zentralverband des Deutschen Friseurhandwerks, ausgetragen werden. Die Meisterschaften sind ein Ausbildungsinstrument, das jährlich von rund 120 Teilnehmern genutzt wird.

## Verbund
Die Hair and Beauty fand 2011 im Verbund gemeinsam mit der Paperworld, der Creativeworld und der Christmasworld statt.

## Geschichte
Die Hair and Beauty wurde von 1993 bis 2006 zweijährlich durch Vorveranstalter auf dem Frankfurter Messegelände durchgeführt. Seit 2007 ist sie eine jährliche Eigenveranstaltung der Messe Frankfurt. Ab 2011 stellt sich in Frankfurt das Thema Beauty neu auf: Das Angebot der ehemaligen Beautyworld Frankfurt wird in die Ambiente und in die Hair and Beauty integriert. Die eher national orientierten Dienstleister werden in der Hair and Beauty eingegliedert, die fortan die Themen Haare, Make-up und Nails abdeckt. Die handelsorientierten Firmen, die an internationalen Großeinkäufern interessiert sind, finden auf der weltweit größten Konsumgütermesse Ambiente eine neue Heimat.

## Produktportfolio
Die Hair & Beauty wird in verschiedene Produktbereiche geteilt: Hair & Extensions, Salon & Tools, Make Up & Nails, Accessories & Fashion, Hairdressing Wholesale & Private Label, Education & Career, Institutions & Services.
Die Zielgruppen und Angebotsbereiche sind Young Generation@Training für Schüler und Azubis, Talents@Work für Jungfriseure und Existenzgründer, Professionals@Business für Profis und Saloninhaber, Beauty@Salon für Make-up Artists, Kosmetiker und Nail-Designer.

## Auslandsveranstaltungen
Die Messe findet an den Standorten Frankfurt am Main, Japan, Osaka und Dubai statt.